# Monsieur principe supérieur

Monsieur principe supérieur (en tchèque : Vyšší princip) est un film dramatique tchécoslovaque réalisé par Jiří Krejčík d'après le conte Vyšší princip de Jan Drda et sorti en 1960.

## Sujet
Le  27 mai 1942, l'Obergruppenführer Reinhard Heydrich, Protecteur adjoint de Bohême-Moravie, est victime d'un attentat à Prague et meurt le 4 juin 1942. Les représailles seront terribles. 

## Synopsis
Le Protecteur du Reich Heydrich meurt après un attentat à Prague. La loi martiale est instaurée. Trois lycéens sont arrêtés par les Allemands pour avoir commis une plaisanterie innocente et sont exécutés. Seul, un vieux professeur de latin condamne la terreur nazie et clame « En termes de principe moral supérieur, assassiner un tyran n'est pas un crime ! ». Par cet exemple, les autres professeurs qui s'apprêtaient à jurer fidélité à l'occupant se rétractent.

## Fiche technique
- Titre : Monsieur principe supérieur
- Titre original : Vyšší princip
- Réalisation : Jiří Krejčík
- Scénario : Jan Drda et Jiří Krejčík
- Prise de vue : Jaroslav Tuzar
- Décors : Karel Škvor
- Musique : Zdeněk Liška
- Durée : 106 minutes
- Genre : Drame
- Format : Noir et blanc
- Date de sortie : 19 septembre 1960

## Distribution
- František Smolík : Malek, Monsieur principe supérieur
- Jana Brejchová : Jana Skálová
- Ivan Mistrík (cs) : Vlastík
- Alexander Postler : Karel
- Jan Šmíd : Frantík
- Petr Kostka (en) : Honza
- Bohuš Záhorský : un professeur
- Radovan Lukavský (en) : Vondráček
- Gustav Hilmar : Vandas
- Václav Lohniský (en) : le professeur Richter
- Marie Vášová : la mère de Vlastík
- Otomar Krejča : Dr Skála
- Hannjo Hasse : le commissaire Worliczek
- František Pálka : Wolf
- Luba Skořepová : une voisine

## Prix et récompenses
- 1960 : Festival international du film de Locarno : Meilleure actrice et Meilleur espoir : Jana Brejchová